# Benno Beiroth
Benno Beiroth (* 10. Dezember 1942 in Heide (Holstein)) ist ein ehemaliger deutscher Fußballspieler. Er bestritt zwei Bundesligaspiele für Fortuna Düsseldorf.

## Karriere
Beiroth kam zur Runde 1964/65 vom Heider SV, wo er seit 1960 spielte, nach Lübeck. Er spielte drei Jahre von 1964 bis 1967 in der damals zweitklassigen Regionalliga Nord beim VfB Lübeck. Bei den Grün-Weißen von der Lohmühle kam er unter Trainer Heinz Lucas und den Mitspielern Manfred Bomke (Torhüter), Jürgen Brinkmann, Heinz van Üüm, Helmut Hosung, Horst Wenzel, Manfred Pohla, Wilfried Kemmer und Rainer Waberski auf 85 Regionalligaeinsätze und erzielte dabei fünf Tore. Von 1967 bis 1969 spielte er zwei Runden beim Ligakonkurrenten Holstein Kiel. Bei den „Störchen“ kam er unter den Trainern Rudi Faßnacht und Hans Peter Ehlers sowie den Mitspielern Gerd Koll, Hans-Joachim Weller und Jürgen Wohlgemuth auf weitere 43 Spiele (6 Tore) in der Regionalliga Nord.
1969 wechselte er zu Fortuna Düsseldorf. Für die Fortuna bestritt er jedoch nur 3 Ligaspiele (1 Regionalligaspiel 1970/71 und 2 Bundesligaspiele in den Runden 1971/72 und 1972/73). 1973 beendete er seine Profilaufbahn. Ab 1976 leitet Beiroth die Amateur-Abteilung der Fortuna, ab 1978 war er Liga-Obmann der Fortuna. In der Saison 1980/81 sprang er nach der Entlassung Otto Rehhagels für das Derby gegen den 1. FC Köln (0:0) als Cheftrainer ein.

## Statistiken
- Bundesliga (2 Spiele / 0 Tore)
- Regionalliga (129 Spiele / 11 Tore)
- DFB-Pokal (3 Spiele / 0 Tore)